# Chetogena media
Chetogena media là một loài ruồi trong họ Tachinidae.